# Bombus balteatus
Bombus balteatus es una especie de abejorro de distribución boreal y de gran altitud que se distribuye en el norte de Eurasia y Norteamérica.

## Rango y distribución
Esta especie se encuentra en Finlandia, en el norte de Suecia, Rusia y Norteamérica desde la zona ártica de Alaska y Canadá, en cadenas montañosas de los Estados Unidos como la Sierra Nevada y las montañas Blancas hacia el sur hasta Nuevo México. Su hábitat preferido incluye las regiones altas y boreales, a menudo se encuentran en elevaciones más altas que la línea de árboles. Bombus balteatus es a menudo más abundante donde son comunes las especies de plantas de los géneros Castilleja, Chrysothammnus y Mertensia.  Algunas poblaciones de esta especie , incluidas las de las Montañas Rocosas, específicamente las del Monte Evans, de Niwot Ridge y de la montaña Pennsylvania, han disminuido en el siglo XXI.

## Morfología
Bombus balteatus tiene una larga lengua. A menudo la longitud de la lengua alcanza dos tercios o más de la longitud del cuerpo. Esta característica morfológica les permite especializarse en flores con corolas largas. En Norteamérica, las obreras pueden ser identificadas por un patrón distintivo de abdomen negro y un cuerpo robusto.

## Sistemática
Las especies más estrechamente relacionadas con esta son Bombus hyperboreus, Bombus frigidus y Bombus mixtus, todas ellas presentes en el oeste de Norteamérica y en el Ártico europeo. 

## Efectos del cambio climático
En las Montañas Rocosas, EE.UU., muchas especies de plantas nativas incluyen flores con corolas alargadas con abundantes recursos. B. balteatus puede ser una especie dominante en el ecosistema. Sin embargo, los abejorros de las Montañas Rocosas, incluyendo B. balteatus y Bombus sylvicola, han mostrado cambios en la abundancia y en el rango de alimentación a medida que los recursos florales de tubo largo están disminuyendo en altitudes más elevadas; también han exhibido una tendencia hacia lenguas más cortas en los últimos 40 años.  Esto es indicativo de la expansión de cambios en el ecosistema; aunque esta especie de abejorro se considera altamente especializada, ahora se está adaptando para alimentarse de una gama más amplia de plantas con flores morfológicamente diversas.  La inmigración de los abejorros de lengua corta a altitudes más altas, así como el aumento del número de individuos de Bombus balteatus con lenguas más cortas, también se ha producido como resultado del calentamiento y el cambio climático. Esto crea una nueva competencia por parte de individuos B. balteatus de lengua larga por los limitados recursos florales.